# Castellar de n'Hug
Castellar de n'Hug (katalánská výslovnost: [kəstəˈʎa ðə ˈnuk]) je obec v comarce Berguedà v Katalánsku ve Španělsku. Nachází se na jižních svazích pyrenejského pohoří Creueta. Na území obce pramení řeka Llobregat. Vesnice je dostupná po silnici B-403, která ji spojuje s obcí La Pobla de Lillet a pokračuje přes průsmyk Creueta do comark Ripollès a Cerdanya.
Cementárna Asland del Clot del Moro, dnes již uzavřená spolu se železniční tratí, která ji spojovala s obcí Guardiola de Berguedà, je významným příkladem modernistické průmyslové architektury. Románský kostel Sant Vincenç de Rus si zachoval část původních nástěnných maleb.